# Natalia Bloch
Natalia Bloch – polska etnolog, politolog, dr hab. nauk humanistycznych, profesor uczelni Wydziału Antropologii i Kulturoznawstwa Uniwersytetu im. Adama Mickiewicza w Poznaniu.

## Życiorys
W 2003 ukończyła studia w zakresie politologii na Uniwersytecie im. Adama Mickiewicza w Poznaniu, natomiast 8 marca 2010 obroniła pracę doktorską Kultura a polityka. Na przykładzie młodego pokolenia uchodźców tybetańskich w Indiach, 5 marca 2019 habilitowała się na podstawie oceny dorobku naukowego i pracy zatytułowanej Bliscy nieznajomi. Turystyka i przezwyciężanie podporządkowania w postkolonialnych Indiach.
Została zatrudniona na stanowisku profesora uczelni na Wydziale Antropologii i Kulturoznawstwa Uniwersytetu im. Adama Mickiewicza w Poznaniu.

## Publikacje
- 2004: The Impact of Changes in the Socio-Cultural Model of the Young Generation of Tibetan Refugees on Their National Attitude[1]
- 2008: Historia uchodźstwa tybetańskiego[1]
- 2008: The young Tibetan exile today: a democrat, environmentalist, vegetarian? Globalization and negotiating identity in the situation of displacement[1]
- 2009: Być Tybetańczykiem z Indii. Polityka tożsamości na uchodźstwie[1]
- 2010: Kuba, seria Historia państw świata w XX i XXI wieku[2]